# 대서양 중앙 해령

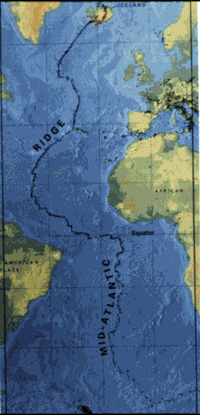
대서양 중앙 해령의 위치

대서양 중앙 해령(大西洋中央海嶺, 영어: Mid-Atlantic Ridge)은 대서양의 한가운데에 위치한, 북극해에서 아프리카 최남단까지 연장되는 길이 15,000km의 해령이다.

## 개요

아이슬란드를 지나는 대서양 중앙 해령. 더 북쪽은 난센-가켈 해령으로 이어진다.

대서양 중앙 해령은 지각이 새로 형성되어 양쪽으로 벌어지는 발산형 경계이다. 1년에 2.5cm 정도의 속도로 벌어지며, 북부에서는 아이슬란드 육지를 관통하여 아이슬란드 섬을 서쪽으로는 북아메리카판, 동쪽으로는 유라시아판으로 분리하고 있다. 원래 대서양 중앙 해령은 대서양이 생성되기 전까지는 없었다. 그러나 남아메리카와 아프리카가 연결되어 있었던 때에 중앙부에 맨틀 상승부가 발생하였다. 그리고 차차 갈라져 지금의 대서양이 되었다. 현재도 해령으로부터 북아메리카판, 남아메리카판, 유라시아판, 아프리카판 등의 판이 확장되고 있으며, 화산 활동과 지진이 활발히 발생하고 있다. 태평양과 인도양에서도 위와 비슷한 양상이 발견되고 있다.
제2차 세계대전 당시와 이후 해저에 대한 광범위한 탐사가 진행되며 발견되었다.

## 같이 보기
- 동태평양 해팽